# Кодал
Кодал (порт. Codal) — бывшая фрегезия (район) в составе муниципалитета Вале-де-Камбра округа Авейру, расположенная в Северном регионе Португалии. Имела площадь 2,14 км² и население 1025 человек (по данным переписи 2011 года).

## Географическое положение
Кодал расположен на координатах 40°51′56″ с. ш. 8°24′47″ з. д., в экономическом субрегионе Энтре-Доуру-и-Воуга, в исторической провинции Бейра-Литорал. Входит в состав городской агломерации Большое Авейру.

## Административная история
Фрегезия Кодал была упразднена 28 января 2013 года в результате административной реформы. На её основе, совместно с районами Вила-Шан и Вила-Кова-ди-Перринью, был создан новый муниципалитет — Вила-Шан, Кодал и Вила-Кова-ди-Перринью.

## Демография
Численность населения:
- 2011 год — 1025 чел.
- Плотность населения — 479 чел./км²

## Экономика и транспорт
Основу экономики района составляли ремёсла и небольшие промышленные производства. Расположение вблизи города Авейру способствовало развитию коммуникаций и доступу к крупным транспортным магистралям.